# Muzeum Lasu i Drewna w Rogowie
Muzeum Lasu i Drewna w Rogowie – muzeum z siedzibą we wsi Rogów (powiat brzeziński). Placówka działa w ramach Centrum Edukacji Przyrodniczo-Leśnej Szkoły Głównej Gospodarstwa Wiejskiego w Warszawie, a jej siedzibą są pomieszczenia Leśnego Zakładu Doświadczalnego.
Gromadzenie zbiorów obecnego muzeum rozpoczęło się w latach 50. XX wieku z inicjatywy profesora Franciszka Krzysika. Początkowo służyły one wyłącznie studentom i pracownikom Wydziału Leśnego SGGW, z czasem zostały udostępnione dla zwiedzających.

W ramach muzealnej ekspozycji prezentowane są wystawy poświęcone faunie (ssaki, ptaki, owady, skamieliny (muszle), gniazda) oraz florze (drzewa, grzyby) leśnej i kopalnej. Wystawa poświęcona zwierzętom obejmuje m.in. ok. 460 okazów ptaków i ssaków (w tym bogatą kolekcję nietoperzy) oraz zbiór poroży. Natomiast w ramach ekspozycji poświęconej drzewom prezentowane są kolekcje: szyszek ok. 240 gatunków, ok. 350 próbek drewna (ksyloteka) oraz fitopatologiczna, prezentująca choroby i pasożyty drzew.
Muzeum jest obiektem całorocznym, czynnym w dni robocze, a w okresie od maja do października – także w soboty, niedziele i święta. Wstęp jest płatny. Oprócz działalności wystawienniczej placówka oferuje również usługi edukacyjne (lekcje muzealne).